# Mecistoptera obscura
Mecistoptera obscura là một loài bướm đêm trong họ Erebidae.